# コンビアサ航空2350便墜落事故
コンビアサ航空2350便墜落事故は、2010年9月13日にベネズエラで発生した航空事故である。サンティアゴ・マリノ・カリビアン国際空港からマヌエル・カルロス・ピアル・グアヤナ空港へ向かっていたコンビアサ航空2350便（ATR 42-320）が着陸進入中に墜落し、乗員乗客51人中17人が死亡した。

## 飛行の詳細

### 事故機
事故機のATR 42-320（YV1010）は、1994年に製造番号371として製造された。ギル・エアウェイズ、エア・ウェールズでの運用を経て、2006年9月にコンビアサ航空が購入した。総飛行時間は25,000時間以上で、27,000サイクルを経験していた。

### 乗員乗客
2350便には乗員4人と乗客47人が搭乗していた。
死者数は当初14人と報告されていたが、すぐに15人に修正された。その後、負傷により2人が死亡し、最終的な死者数は17人となった。34人が事故を生き延びたが、パイロットは2人とも死亡した。

## 事故の経緯
UTC13時29分、2350便はサンティアゴ・マリノ・カリビアン国際空港を離陸し、15,000フィート (4,600 m)までの上昇を許可された。14時00分、パイロットは機体の制御に問題が発生したと報告し、11,000フィート (3,400 m)へ降下する許可を求めた。16分後、パイロットは空港から20海里地点を高度6,000フィート (1,800 m)で通過しており、マヌエル・カルロス・ピアル・グアヤナ空港の滑走路07への直線進入を行っていると報告した。14時23分、パイロットは管制官に緊急事態を宣言した。管制官は2350便に状況を聞き返したが、パイロットからの応答はなかった。14時24分、他機が滑走路07の進入経路上に煙が上がっていることを報告した。
目撃者は2350便が送電線に激突し、工業地帯に墜落したと証言した。付近の製鉄所の作業員と消防士が生存者の救出を行った。

## 事故調査
調査はベネズエラの調査当局主導のもと行われた。また、フランス航空事故調査局とATRが調査の支援を行った。
2014年12月30日、ベネズエラの調査当局は最終報告書を発行した。報告書では、推定原因として中央乗員警告システムの誤作動による、失速警報の作動を挙げた。また、脆弱なクルー・リソース・マネジメント、状況認識の喪失、意思決定能力の欠如、システムに関する知識不足などが事故に寄与した。事故時、機体は失速警報の誤作動と昇降舵の切り離しという2つの問題を抱えていた。ATR 42/72にはPUMという機構が搭載されていた。これは、片側の昇降舵が故障した場合などに作動するように設計された機構だった。2350便では、左右の操縦桿にある一定以上の相反する力がかけられたためにPUMが作動し、操縦桿の連動が切り離された。
PUMの作動により、機長席側の操縦桿では左側の昇降舵のみ、副操縦士席側の操縦桿では右側の操縦桿のみしか操作できなくなった。そのため、スティックプッシャーにより下がりぎみになった機首を上げるには左右の操縦桿を同時に操作する必要があった。失速警報の誤作動とPUMの作動が同時に発生する可能性について製造元のATRはマニュアルなどに記載していなかった。これにより、機長にかかる負荷が増えた。

## 事故後
ベネズエラのウゴ・チャベスは、3日間国をあげて喪に服すと述べた。
2010年9月13日、トリニダードトバゴ民間航空局は、コンビアサ航空のトリニダードトバゴ乗り入れを禁じた。事故当時、ベネズエラのマルガリータ島に乗り入れていたのがコンビアサ航空だけだったため、トリニダードトバゴ国民がマルガリータ島に取り残される懸念が発生した。
2010年9月17日、ベネズエラ政府はコンビアサ航空の運航を停止し、機材の点検を行うよう命じた。コンビアサ航空は少なくとも2010年10月1日までは運行が停止されたままだろうと述べた。